# Dolno
Dolno (kaszub. Dólnò) – osada w Polsce położona w województwie pomorskim, w powiecie bytowskim, w gminie Trzebielino.
Miejscowość jest siedzibą sołectwa Dolno, w którego skład wchodzą również Bąkowo i Glewnik.
W latach 1975–1998 miejscowość należała administracyjnie do województwa słupskiego.